# Фудбалска утакмица Уругвај—Бразил (1950)
Утакмица између Уругваја и домаћина Бразила била је одлучујућа утакмица завршне фазе Светског првенства у фудбалу 1950. године. Утакмица је одиграна на стадиону Маракана у тадашњој престоници Бразила, Рио де Жанеиру, 16. јула 1950. године.
За разлику од других издања турнира, која се завршавају финалном утакмицом, победник из 1950. године је одређен финалном групном фазом, где су четири тима играла Бергеровим системом. Будући да је Бразил био на челу групе, са једним бодом испред Уругваја, Уругвају је била потребна победа док је Бразилу требало само да избегне пораз како би постао светски шампион; ниједан од друга два тима, Шпанија и Шведска, није могао да заврши на првом месту. Утакмица се често сматра де факто финалом Светског првенства 1950. године.
Уругвај је победио са 2–1; Бразил је повео убрзо после полувремена голом Фријасе, али је Хуан Скијафино изједначио средином другог полувремена, а Алсидес Гиђа је довео до преокрета једанаест минута пре краја. Пошто је Уругвај као аутсајдер однео победу над веома фаворизованом страном, резултат се сматра једним од најнеочекиванијих у историји фудбала. Израз Maracanaço (на португалском) или Maracanazo (на шпанском), грубо преведен као „Разбијање Маракане”, постао је синоним за меч.
На трибинама је званично било 173.850 људи, а вероватно и преко 200.000, по чему ова утакмица остаје најпосећенија фудбалска утакмица икада одиграна.
Стицајем околности је Алсидес Гиђа, који је дао одлучујући гол за Уругвај, био последњи живи играч ове утакмице, а преминуо је на 65. годишњицу овог меча. 

## Позадина
| Тим     | Од. | Д | Н | И | ДГ | ПГ | Бод. |
| ------- | --- | - | - | - | -- | -- | ---- |
| Бразил  | 2   | 2 | 0 | 0 | 13 | 2  | 4    |
| Уругвај | 2   | 1 | 1 | 0 | 5  | 4  | 3    |
| Шпанија | 2   | 0 | 1 | 1 | 3  | 8  | 1    |
| Шведска | 2   | 0 | 0 | 2 | 3  | 10 | 0    |

Пут до титуле на Светском првенству 1950. био је јединствен; уместо нокаут фазе, прелиминарну групну фазу пратила је још једна група. Од 16 репрезентација предвиђених за такмичење, стигло је само 13.[3] Последња четири тима били су Бразил (домаћин и најуспешнија екипа по броју голова из групне фазе, победом над Мексиком и Југославијом и ремијем против Швајцарске), Уругвај (који је морао да одигра само један меч у својој групи, где је остварио победу од 8−0 над Боливијом), Шпанија (која је победила у све три утакмице у групи, против Енглеске, Чилеа и Сједињених Држава) и Шведска (која се пласирала испред Парагваја и браниоца титуле, Италије).
Бразил је био убедљив у своја прва два меча, победивши Шведску са 7–1 и Шпанију са 6–1 и заузео прво место у групи са четири бода пред финални меч. Са три бода, Уругвај је био близу на другом месту, пошто је ремизирао са Шпанијом 2−2 и победио Шведску са 3−2, где је победоносни гол постигао само пет минута пре краја утакмице. Утакмица између Бразила и Уругваја, с друге стране, одлучила би о титули; победа или реми би донели Бразилу титулу, док је Уругвај морао да победи како би освојио првенство. Бразил је постигао 23 гола у пет утакмица пре меча са Уругвајом, а победио је и Шпанију и Шведску са већом разликом од Уругвајаца. Као резултат тога, Бразил је био изузетно сигуран у победу у одлучујућој утакмици, а новине и политичари су прогласили победу пре него што је меч и почео.
Светско првенство у фудбалу 1950. било је једина верзија турнира која је играна са финалном групном фазом, и као таква је једино Светско првенство до данас које није имало одлучујуће финале. Како је то била последња утакмица на турниру, а резултат меча је директно одредио победника, меч се обично назива финалом, а и сама ФИФА га тако води.
Ово је била друга (и до данас последња) финална утакмица Светског првенства са два јужноамеричка тима, после финала 1930. године, где је Уругвај победио Аргентину.

## Очекивана прослава
Специјализована штампа и шира јавност били су толико уверени у победу, на основу готово несаломљиве форме Бразила, да су већ данима пре меча почели да проглашавају Бразил за новог светског шампиона. Новине као што су Gazeta Esportiva у Сао Паулу и O Mundo у Рио де Жанеиру прогласиле су победу дан пре утакмице. Бразил је победио у последња два меча (Шпанију и Шведску) са веома успешним стилом игре усмереним на напад. Уругвај је, међутим, наишао на потешкоће, успевши само да изједначи против Шпаније и тесно победи Шведску. Чинило се да је поређење тих резултата показивало да су Бразилци били спремни да савладају Уругвај једнако лако као што су победили Шпанију и Шведску.
Штавише, на Копа Америци, такође одржаном у Бразилу претходне године, домаћин је победио постигавши 46 голова у само осам мечева. Еквадор је поражен резултатом 9–1, Боливија 10–1, а другопласирани Парагвај је поражен са разликом од 7–0. Даље, Бразил је победио Уругвај са 5–1.
Направљене су 22 златне медаље са утиснутим именом сваког играча, а градоначелник Рија, Анђело Мендес де Мораес, одржао је говор на дан утакмице речима: „Вас, играче, који ћете за неколико сати бити проглашени шампионима од стране милиона ваших сународника! Вас, који немате ривала на целој хемисфери! Вас, који ћете победити сваког другог такмичара! Вас, већ поздрављам као победнике!” Компонована је и увежбана победничка песма „Brasil Os Vencedores” („Бразил победник”), спремна за свирање после финала.
Међутим, Пауло Макадо де Карваљо, тада лидер ФК Сао Пауло, а касније шеф бразилског тима који је освојио светска првенства 1958. и 1962. године, успротивио се таквим преурањеним тврдњама о победи. Током посете тренингу на стадиону Сао Жануарио уочи утакмице, Пауло је затекао неколико политичара како држе страствене говоре играчима, као и новинаре, фотографе и друге који су пристизали да се придруже „будућим шампионима”. Када је упозорио тренера Флавија Косту на ризик да ће пореметити концентрацију играча, био је игнорисан. Фрустриран је свом сину Тути, који је био са њим, рекао „изгубићемо”.
Ујутро 16. јула 1950. године, улице Рио де Жанеира врвеле су од активности. Организован је импровизовани карневал са хиљадама натписа којима је прослављана светска титула и скандирањем „Бразил мора да победи!”. Овај дух се одржао све до последњих минута утакмице, пошто је испунио стадион Маракана са званичном публиком од 173.850 људи, а посећености иде и до 220.000 према неким проценама, укључујући хиљаде оних који су илегално ушли на стадион. Ово је до данас остао рекорд у посећености за једну фудбалску утакмицу за који је мало вероватно да ће бити оборен у ери када се практично све битније утакмице одржавају на стадионима са ограниченим бројем седишта; до свог првог великог преуређења 1999. године, Маракана је углавном имала бетонске трибине без седишта.

## Припреме Уругваја
Бразилски лист O Mundo штампао је рано издање на дан финала са фотографијом Бразила са натписом „Ово су прваци света”. Згрожен због тога, капитен Уругваја, Обдулио Варела, купио је колико је могао примерака, положио их на под тоалета и подстакао саиграче да пљују и мокре по њима.
У тренуцима пре меча, тренер Хуан Лопез је обавестио свој тим у свлачионици да ће им најбоља шанса да преживе моћну офанзивну линију Бразила бити усвајање дефанзивне стратегије. Након што је отишао, Варела је устао и сам се обратио тиму рекавши: „Мали Џон је добар човек, али данас греши. Ако будемо играли дефанзивно против Бразила, наша судбина неће бити другачија од Шпаније или Шведске”. Варела је потом одржао емотиван говор о томе како треба да иду против свих изгледа и да их не плаше навијачи или противнички тим. Говор је, како је касније потврђено, одиграо велику улогу у исходу утакмице. Као одговор на статус аутсајдера свог тима, капитен је изрекао незаборавну реченицу: „Muchachos, los de afuera son de palo. Que comience la función.” („Момци, аутсајдери су само лутке. Започнимо шоу”).

## Утакмица

### Резиме
Утакмица је почела како је и предвиђено, а Бразил је већи део првог полувремена нападао уругвајску одбрамбену линију. За разлику од Шпаније и Шведске, међутим, Уругвајци су успели да одрже одбрану и прво полувреме је завршено без голова. Бразил је постигао први гол на мечу само два минута након прекида, а нападач Сао Паула, Фријаса, шутирао је ниско поред голмана Рокеа Масполија. Након гола, Варела је узео лопту и оспорио правоснажност гола судији, тврдећи да је Фријаса био у офсајду. Варела је био упоран и отишао је толико далеко да је захтевао да га судија саслуша преко преводиоца. Пошто се разговор завршио, публика се смирила, а онда је Варела однео лопту на центар терена, и повикао свом тиму: „Сада је време за победу!”
Уругвај је успео да преузме контролу над утакмицом. У сусрету са способним нападом Уругваја, Бразил је показао слабу одбрану, а Хуан Скијафино је постигао гол за изједначење у 66. минуту. Касније је Алсидес Гиђа, трчећи по десној страни терена, постигао још један гол, ниским ударцем који је прошао испод голмана Барбозе, само 11 минута пре краја. Публика је била готово нечујна након другог гола Уругваја све док енглески судија Џорџ Ридер није означио крај меча у којем је Уругвај победио резултатом 2−1.

### Детаљи
| Уругвај                               | 2–1      | Бразил      |
| ------------------------------------- | -------- | ----------- |
| Хуан Скијафино 66’ · Алсидес Гиђа 79’ | Извештај | Фријаса 47’ |

| Уругвај | Бразил |

| Г                  | 1  | Роке Масполи            |
| О                  | 2  | Матијас Гонзалес        |
| О                  | 3  | Еузебио Техера          |
| С                  | 4  | Шуберт Гамбета          |
| С                  | 5  | Обдулио Варела (к)      |
| С                  | 6  | Виктор Родригес Андраде |
| Н                  | 7  | Алсидес Гиђа            |
| Н                  | 8  | Хулио Перез             |
| Н                  | 9  | Оскар Мигес             |
| Н                  | 10 | Хуан Скијафино          |
| Н                  | 11 | Рубен Моран             |
| Селектор:          |    |                         |
| Хуан Лопез Фонтана |    |                         |

| Г            | 1  | Барбоза     |
| О            | 2  | Аугусто (к) |
| О            | 3  | Жувенал     |
| С            | 4  | Бауер       |
| С            | 5  | Данило      |
| С            | 6  | Бигоде      |
| Н            | 7  | Фријаса     |
| Н            | 8  | Зизињо      |
| Н            | 9  | Адемир      |
| Н            | 10 | Жаир        |
| Н            | 11 | Чико        |
| Селектор:    |    |             |
| Флавио Коста |    |             |

| Помоћне судије: Артур Едвард Елис (Енглеска) Џорџ Мичел (Шкотска) | Правила - 90 минута - Измене нису дозвољене |

## Последице
| Team    | Од. | Д | Н | И | ДГ | ПГ | Бод. |
| ------- | --- | - | - | - | -- | -- | ---- |
| Уругвај | 3   | 2 | 1 | 0 | 7  | 5  | 5    |
| Бразил  | 3   | 2 | 0 | 1 | 14 | 4  | 4    |
| Шведска | 3   | 1 | 0 | 2 | 6  | 11 | 2    |
| Шпанија | 3   | 0 | 1 | 2 | 4  | 11 | 1    |

Када се утакмица завршила, људи су рекли да је стадион био испуњен, али без еуфорије и славља уругвајских играча и делегације, уз „узнемирујућу и трауматичну апсолутну тишину”. Најмање два бразилска навијача извршила су самоубиство на стадиону и многа самоубиства су пријављена широм земље у наредним данима. У Бразилу су многе новине и навијачи одбили да прихвате чињеницу да су поражени, а познати радио новинар Ари Барозо (накратко) се повукао.
Бразил се касније опоравио и узастопно освојио светска првенства 1958. и 1962. године. Два неискоришћена репрезентативца из 1950. године, Нилтон Сантос и Карлос Жозе Кастиљо, били су чланови и на овим такмичењима. Сантос је играо у оба финала, док је Кастиљо играо само на Светском првенству 1954, а 2007. је постхумно награђен медаљама из 1958. и 1962. као члан тима, будући да је био Гилмарова резерва на оба турнира. Четири члана тима, капитен Аугусто, Жувенал, Бигоде и Чико никада више нису играли за Бразил. Већ направљене 22 златне медаље су одбачене, а већ компонована песма „Brasil Os Vencedores” никада није изведена.
Бразилске беле мајице са плавим крагнама које су играчи носили у последњој утакмици биле су, после пораза, предмет критика од стране спортског савеза земље да су „непатриотске”, уз све већи притисак да се промене боје. Године 1953. и уз подршку Бразилске спортске конфедерације, новине Correio da Manhã су одржале конкурс за дизајн нове опреме, са правилом да мора да садржи боје националне заставе. На крају, на конкурсу је победио новински илустратор Алдир Гарсија Шли, који је осмислио дизајн жуте мајице са зеленим обрубом, плаве шортсеве са белим обрубом и беле чарапе. Шли је у почетку био спутаван од употребе све четири боје, верујући да су жута и бела превише сличне Светој столици.
Нови комплет је први пут коришћен у марту 1954. против Чилеа и од тада је у употреби. Дизајн који је освојио друго место је био зелена мајица, бели шортс и жуте чарапе. Када је Бразил први пут освојио Светско првенство 1958. године, носили су своју другу опрему пошто су се нове боје сукобиле са бојама домаћина Шведске.

### „Фантом '50-е”
Термин „Фантом '50-е” је касније коришћен за означавање страха који Бразилци и фудбалска репрезентација Бразила осећају према фудбалској репрезентацији Уругваја због овог пораза. Сваки пут када Бразил и Уругвај играју на стадиону Маракана, ова тема се поново појављује.
Године 1993, након изгубљених важних утакмица, Бразил се борио да се квалификује за Светско првенство 1994. године. Финална утакмица квалификационе групе Јужне Америке између Бразила и Уругваја била је напета, окружена страхом, јер је Бразилу требало да победи да би се квалификовао. Бразил је победио Уругвај са 2−0, уз два гола Ромарија, који је игнорисан на овом турниру и хитно је позван да спасе Бразил.
Тема се поново појавила у бразилској штампи када се Уругвај квалификовао за Светско првенство 2014. године. Уругвај је често истицао ову тему, дајући тиму мотивацију и охрабрење у утакмицама против Бразила. Када је Бразил био домаћин Светског првенства 2014. и поново доживео тежак пораз, овог пута понижавајућих 1−7 у полуфиналу са Немачком у Бело Оризонтеу, утакмица је касније позната као „Mineirazo”, с обзиром да се одиграла у стадиону Минеирао и да је одјекнуо исти осећај пораза као 1950. године. Тереза Борба, ћерка голмана Моасира Барбозе, рекла је да је пораз из 2014. био довољан да искупи наслеђе њеног оца, а већина бразилских медија је искористила прилику да упореди полуфинале 2014. као срамоту у поређењу са тесним поразом од Уругваја. Алсидес Гиђа је изјавио да, иако су обе утакмице биле трауматичне, не могу да се пореде јер је она из 1950. године имала већи улог.
Гиђа је био последњи преживели играч из ове утакмице; преминуо је 16. јула 2015. у 88. години, тачно 65 година након што је постигао одлучујући гол. Шли је преминуо 17. новембра 2018. у 83. години.